# 파리에서 생긴 일 (영화)
《파리에서 생긴 일》(The Maid)은 미국에서 제작된 이안 토인톤 감독의 1991년 코미디 영화이다. 마틴 쉰 등이 주연으로 출연하였고 모니크 아노 등이 제작에 참여하였다.

## 출연

### 주연
- 마틴 쉰
- 재클린 비셋

### 조연
- 장피에르 카셀
- 빅토리아 샤렛